# Richard Pearson (skådespelare)
Richard de Pearsall Pearson, född 1 augusti 1918 i Monmouth, Wales, död 2 augusti 2011 i Northwood, London, var en brittisk skådespelare.

## Roller i urval
- 1951 – Andarnas natt
- 1964 – Den gula Rolls-Roycen
- 1968 – Charlie Bubbles
- 1971 – Spion på kroken
- 1971 – Söndag, satans söndag
- 1979 – Tess
- 1980 – Spegeln sprack från kant till kant
- 1983 – Schack matt 3. Sprickan i muren (TV-serie)
- 1985 – Miss Marple (TV-serie)
- 1986 – Hoppsan, vem tryckte på knappen?
- 1991 – Kommissarie Morse (TV-serie)
- 1995 – Hopplösa typer (TV-serie)